# Clásico Benito Villanueva
El Clásico Benito Villanueva es una carrera clásica para caballos milleros que se disputa en el Hipódromo Argentino de Palermo, sobre 1600 metros de pista de arena y convoca a machos y hembras de 3 años y más edad, a peso por edad. Está catalogado como un certamen de Grupo 2 en la escala internacional.
Se disputa regularmente en el primer semestre del calendario y lleva su nombre en honor al político argentino Benito Villanueva, presidente del Jockey Club Argentino, durante cuatro mandatos en los albores del siglo XX.

## Últimos ganadores del Villanueva
| Año  | Ganador              | País | Jockey                | País | Padre            | País | Madre            | País | Criador                    | Caballeriza           | Colores            |
| ---- | -------------------- | ---- | --------------------- | ---- | ---------------- | ---- | ---------------- | ---- | -------------------------- | --------------------- | ------------------ |
| 2025 | El Exito             |      | Francisco Gonçalves   |      | Il Campione      |      | Serenity Jane    |      | Haras El Paraíso           | F. Enrique            |                    |
| 2024 | El Exito             |      | Martín Valle          |      | Il Campione      |      | Serenity Jane    |      | Haras El Paraíso           | F. Enrique            |                    |
| 2023 | Treasure Island      |      | Francisco Gonçalves   |      | Treasure Beach   |      | Mandarine Jelly  |      | Haras El Doguito           | Bien De Abajo         |                    |
| 2022 | Nochero Querido      |      | Juan Cruz Villagra    |      | Most Improved    |      | Noche De Sueños  |      | Haras Carampangue          | Don Valentino         |                    |
| 2021 | Power Up             |      | Lautaro Balmaceda     |      | Key Deputy       |      | Stormy Puntera   |      | Haras La Quebrada          | Urquiza               |                    |
| 2020 | No hubo por pandemia |      |                       |      |                  |      |                  |      |                            |                       |                    |
| 2019 | Bamb Harlan          |      | Francisco Gonçalves   |      | Harlan´s Holiday |      | Bamb Halo        |      | Haras Firmamento           | Firmamento            | Horse racing silks |
| 2018 | Mateco               |      | Jorge Antonio Ricardo |      | Borrego          |      | Implosion        |      | Luis Humberto Aguero       | Carlomagno            | Horse racing silks |
| 2017 | Cumbuco              |      | Gerónimo García       |      | Hurricane Cat    |      | Slew Cote        |      | Haras Rodeo Chico          | Rodeo Chico           | Horse racing silks |
| 2016 | Vagabundo Inc        |      | Francisco Gonçalves   |      | Include          |      | Stormy Vagueness |      | Haras La Biznaga           | Nosotros              | Horse racing silks |
| 2015 | Van Smile            |      | Juan Cruz Villagra    |      | Van Nistelrooy   |      | Enjoy Roma       |      | Haras Firmamento           | Paca-Paca             | Horse racing silks |
| 2014 | Music Van            |      | Jorge Ruíz Díaz       |      | Van Nistelrooy   |      | Music Parade     |      | Haras Firmamento           | De Galera             | Horse racing silks |
| 2013 | Todo Un Amiguito     |      | Cristian Quiles       |      | Mutakddim        |      | Yankee Star      |      | Carlos Monayer             | Haras y Stud Don Nico | Horse racing silks |
| 2012 | Perfect Friend       |      | Eduardo Ortega Pavón  |      | Easing Along     |      | Perfect Match    |      | Haras Futuro               | Haras Futuro          | Horse racing silks |
| 2011 | AP Candy             |      | Pablo Falero          |      | Indygo Shiner    |      | Candy's Breeze   |      | Haras Viejo Tombo          | Al Rashid             | Horse racing silks |
| 2010 | El Garufa            |      | Claudio Quiroga       |      | Luhuk            |      | La Camorrera     |      | Haras La Quebrada          | Snow Crest            | Horse racing silks |
| 2009 | Ever Peace           |      | Mario Leyes           |      | Alpha Plus       |      | Ever Beauty      |      | Haras Abolengo             | Rincón de Piedra      | Horse racing silks |
| 2008 | Indian Haven         |      | Juan Carlos Noriega   |      | Bernstein        |      | Indian Passion   |      | Haras San José del Socorro | San José del Socorro  | Horse racing silks |
| 2007 | Husson               |      | Gustavo Calvente      |      | Hussonet         |      | Villa Elisa      |      | Haras Firmamento           | Cal Ramón             | Horse racing silks |
| 2006 | Trago Fuerte         |      | Gustavo Calvente      |      | El Compinche     |      | Diseñada         |      | Eduardo Leguizamón         | Santa Julia           | Horse racing silks |
| 2005 | Major Leader         |      | Jacinto Herrera       |      | Mutakddim        |      | Majorette        |      | Haras La Quebrada          | La Adelaida           | Horse racing silks |
| 2004 | Shy Legionario       |      | Mario Leyes           |      | Mutakddim        |      | Shy Eda          |      | Haras Green & Black        | Green & Black         | Horse racing silks |
| 2003 | Jamelao              |      | Juan Carlos Noriega   |      | Gem Master       |      | Palace Girl      |      | Haras El Manzanar          | Bingo Horse           | Horse racing silks |
| 2002 | Important Ride       |      | Pablo Falero          |      | Ride The Rails   |      | Important Girl   |      | Haras Abolengo             | El Cartujo            | Horse racing silks |
| 2001 | Ricapito             |      | Pablo Falero          |      | Ritz             |      | Cabizbaja        |      | Haras Don Alfredo          | Ansiedad              | Horse racing silks |
| 2000 | Versallesco          |      | Fabián Rivero         |      | Ringaro          |      | Veracite         |      | Haras El Turf              | El Turf               | Horse racing silks |
| 1999 | Refinado Tom         |      | Jorge Valdivieso      |      | Shy Tom          |      | Ma Raffine       |      | Haras La Biznaga           | La Biznaga            | Horse racing silks |
| 1998 | Uncommon             |      | Cristian Quiles       |      | Perfect Parade   |      | Jumbashleen      |      | Haras Rosa do Sul          | Maripa                | Horse racing silks |